# Minkowice (województwo lubelskie)
Minkowice – wieś w Polsce położona w województwie lubelskim, w powiecie świdnickim, w gminie Mełgiew.
| SIMC    | Nazwa           | Rodzaj    |
| ------- | --------------- | --------- |
| 0385885 | Minkowice Dolne | część wsi |
| 0385891 | Minkowice Górne | część wsi |

Wieś szlachecka położona była w drugiej połowie XVI wieku w powiecie lubelskim województwa lubelskiego. W latach 1975–1998 miejscowość administracyjnie należała do ówczesnego województwa lubelskiego.
W miejscowości znajduje się stacja kolejowa z drewnianym budynkiem dworcowym z 1877 roku.
Wieś jest sołectwem w gminie Mełgiew. Według Narodowego Spisu Powszechnego z roku 2011 wieś liczyła 536 mieszkańców.
Wierni Kościoła rzymskokatolickiego należą do parafii św. Wita w Mełgwi.

## Historia
W drugiej połowie XIX wieku dzisiejsze Minkowice stanowiły dwie wsie Minkowice Dolne, wieś i folwark oraz Minkowice Górne – wieś w powiecie lubelskim, gminie i parafii Mełgiew. Wieś posiadała stację drogi żelaznej nadwiślańskiej. Odległa jest od Warszawy 177 wiorst, od Kowla 137 wiorst, od Lublina 14 wiorst. Według spisu miast, wsi, osad Królestwa Polskiego z 1827 r. była to wieś poklasztorna posiadająca 28 domów i 198 mieszkańców, nosiła nazwę Miękowice.